# ديك كريستي
ديك كريستي (بالإنجليزية: Dick Christy)‏ هو لاعب كرة قدم أمريكية أمريكي، ولد في 24 نوفمبر 1935 في فيلادلفيا في الولايات المتحدة، وتوفي في 7 أغسطس 1966 في تشيستر في الولايات المتحدة بسبب حادث مرور.

## وصلات خارجية
- ديك كريستي على موقع مرجع كرة القدم المحترفة.كوم (الإنجليزية)